# Nososticta astrolabica
Nososticta astrolabica är en trollsländeart som först beskrevs av W. Foerster 1898.  Nososticta astrolabica ingår i släktet Nososticta och familjen Protoneuridae. Inga underarter finns listade i Catalogue of Life.